# 護理站

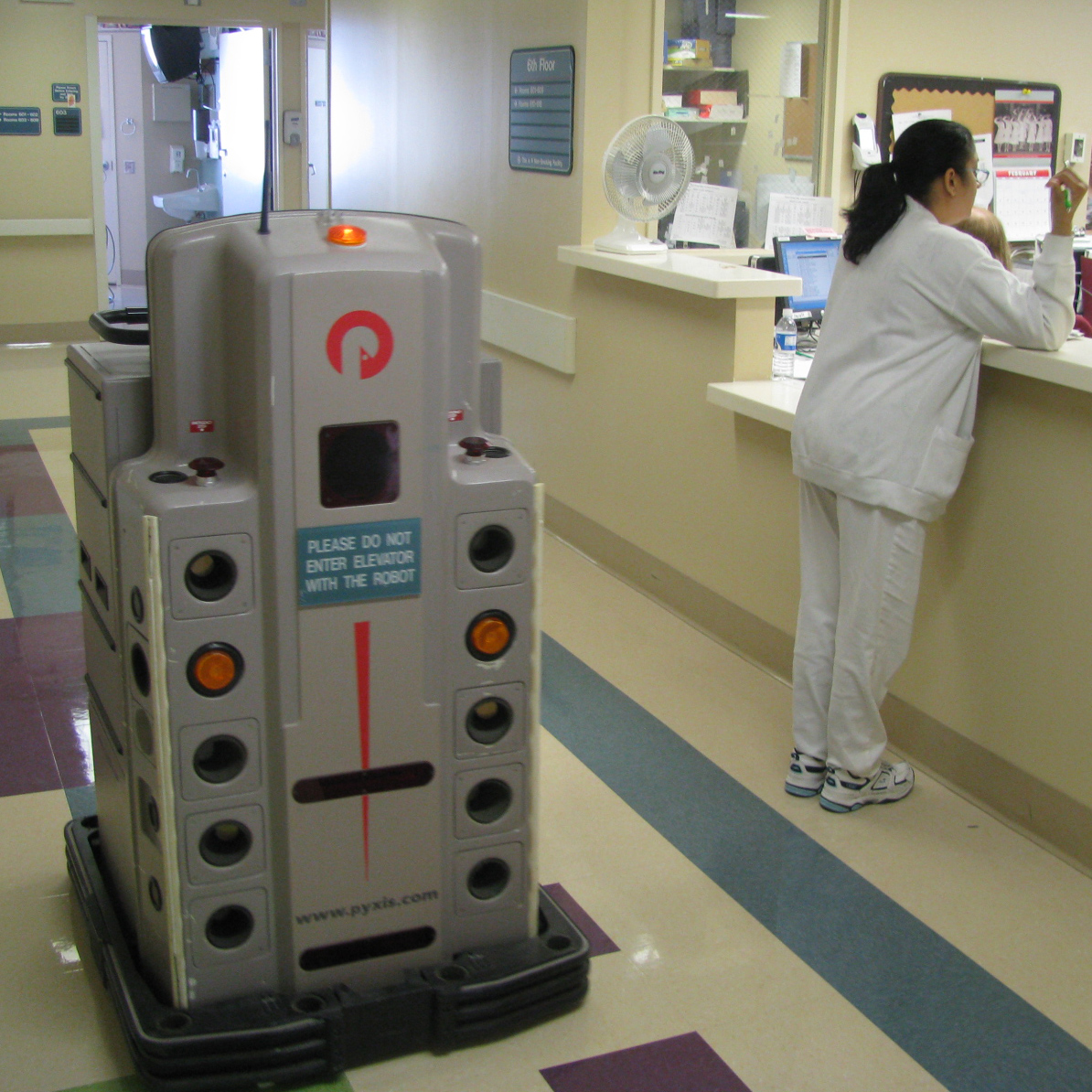
護理站在本圖的右側

護理站（英語：nurses station）是醫療機構中的一個區域（例如醫院病房或護理之家），是護理師和其他醫療人員在沒有直接與病人接觸時工作的地方，並可在此處執行部分工作任務。護理站通常設有一個櫃檯，供訪客和病人前來尋求護理師協助。櫃檯後方存放了僅限醫療人員使用的物品，例如病歷、藥品及某些類型的醫療設備。
護理站不僅執行行政工作，還負責與臨床相關的功能，對病人照護的提供產生影響。其主要職能包括：查詢、資訊提供與轉介；秘書相關工作；病歷處理與管理；病人監測以及藥物準備。